# Національна армія Кукі
Національна армія Кукі (Kuki National Army) — повстанська група народу Кукі, що діє на північному сході Індії та північному заході М'янми. Це збройне крило Національної організації Кукі.

## Історія
Основна мета НАК полягає в тому, щоб об’єднати всі райони, населені Кукі, розділені штучними кордонами, створеними в 1935 році, зокрема в долині Кабау в М’янмі, і райони, населені Кукі в гірських районах Маніпуру, в одну адміністративну одиницю під назвою «Заленгам» (Земля свободи).  
Національна армія Кукі (НАК) була заснована 24 лютого 1988 року з метою створення окремої держави під керуванням народу Кукі в М'янмі (Бірмі), «Східного Заленгаму», а іншого в Індії, «Західного Заленгаму». З моменту створення до 2013 року НАК брала участь у 20 збройних зіткненнях із Татмадо (Збройними силами М’янми). 
Після загальних виборів у Бірмі 2010 року тиск з боку інших організацій Кукі змусив НАК відокремити індійське та бірманське крила, останнє з яких було перейменовано та скорочено НАК(Б). 
НАК керує двома озброєними крилами, одним в Індії та іншим у М'янмі (відоме як НАК(Б). Загальна чисельність 2500+
Однак стосунки НАК з іншими бойовиками Кукі та Зомі залишалися ворожими. 29 грудня 2005 року три бойові організації Кукі, Революційна армія Кукі, Об'єднаний фронт визволення Кукі  і Національний фронт Кукі-Самуеля, об'єдналися під прапором Національної ради Кукі для проведення операцій проти НАК.